# Borda de Margalida
La Borda de Margalida és una antiga borda del terme municipal de Sarroca de Bellera, del Pallars Jussà, dins de l'antic terme ribagorçà de Benés.
Està situada a l'oest del poble de Sentís, a l'extrem de llevant del Prat d'Hort, al nord del Tossal de Prat d'Hort.